# The Last Unicorn
The Last Unicorn (em português, O Último Unicórnio) é um romance de fantasia escrito por Peter S. Beagle e publicado em 1968.  Vendeu mais de cinco milhões de exemplares no mundo inteiro desde a sua publicação original e foi traduzido para pelo menos vinte línguas.
A narrativa, em terceira pessoa, centra-se num unicórnio que, acreditando ser o último da espécie no mundo, inicia uma jornada para descobrir o que aconteceu aos outros.

## Adaptação para o cinema
Em 1982 o livro foi adaptado para um filme de animação. Ver The Last Unicorn (filme).

## Sequencias e trabalhos relacionados
Em 2005, mais de trinta e cinco anos depois de publicar The Last Unicorn pela primeira vez, Peter S. Beagle publicou uma continuação para estória, intitulada Two Hearts, na edição de out./nov. da revista Fantasy and Science Fiction. Embora a história possua um novo narrador, quatro dos personagens principais aparecem.  A história também foi incluída numa edição luxuosa de The Last Unicorn publicada em 2007.
No fim de dezembro de 2008, Peter S. Beagle anunciou que escreveu diversas novas histórias direta ou indiretamente relacionadas a The Last Unicorn. Estas incluem três histórias de Schmendrick e três histórias de unicórnios.

## Publicações
- 1968, USA, Viking Press ISBN 978-0370006543, August 1968, Hardcover
- 1991, USA, ROC ISBN 978-0451450524, 01 January 1991, Paperback
- 1994, USA, ROC ISBN 978-1417644933, October 1994, Paperback
- 2007, USA, ROC ISBN 978-0-7607-8374-0 2007, Hard Cover